# Yumi Yoshimura
Yumi „Sue” Yoshimura (jap. 吉村由美 Yoshimura Yumi; ur. 30 stycznia 1975 w Osace w Japonii) – wokalistka J-popowej grupy muzycznej Puffy AmiYumi (znanej w Japonii jako „Puffy”).
W 1995 spotkała się w Tokio z łowcą talentów i razem z Ami Onuki utworzyły grupę muzyczną Puffy.
Od 1999 do 2003 była żoną wokalisty Takanoriego Nishikawy. Po tym, jak japońskie media zaczęły mówić, że Yumi ma romans, Nishikawa poprosił ją o rozwód.
Razem z Ami Ōnuki prowadziła talk show Pa Pa Pa Pa Puffy w Japonii, który był nadawany od 1999 do 2002 roku.
19 listopada 2004 rozpoczęto nadawanie serialu animowanego „Hi Hi Puffy AmiYumi” (data dotyczy Stanów Zjednoczonych) w telewizji Cartoon Network. Głosu do serialu użyczyła jej Grey DeLisle (w wersji amerykańskiej) oraz Brygida Turowska (w wersji polskiej).